# Aphoebantus armeniacus
Aphoebantus armeniacus är en tvåvingeart som beskrevs av Paramonov 1925. Aphoebantus armeniacus ingår i släktet Aphoebantus och familjen svävflugor.
Artens utbredningsområde är Armenien. Inga underarter finns listade i Catalogue of Life.